# Dieter Möhring (Manager)
Dieter Möhring (* 31. August 1909 in Berlin; † 24. August 1981 in Badenweiler) war ein deutscher Ingenieur und Industriemanager.
Möhring bekleidete verschiedene Führungspositionen im Verbund der amerikanischen International Telephone & Telegraph (ITT) aus New York. Bekannt war er vor allem als Vorstandsvorsitzender und späterer Aufsichtsrat der deutschen Konzerntochter Standard Elektrik Lorenz mit Sitz in Stuttgart.

## Leben
Zunächst studierte Dieter Möhring Fernmeldetechnik mit Schwerpunkt Hochfrequenztechnik an der Technischen Hochschule Berlin. Nach seinem Studienabschluss als Diplom-Ingenieur im Jahr 1934 blieb er noch weitere fünf Jahre als wissenschaftlicher Assistent und übernahm neben der Lehrtätigkeit auch Forschungsaufgaben für die Deutsche Versuchsanstalt für Luftfahrt (DVL).
Mit Beginn des Zweiten Weltkriegs wurde er Referent für Funktechnik im Heereswaffenamt. Nach kurzer Zeit in britischer Kriegsgefangenschaft wurde er erneut Referent für dieses Fachgebiet in der Hauptverwaltung für das Post- und Fernmeldewesen in Berlin.
Im Jahr 1950 wechselte Dieter Möhring in die Privatwirtschaft. Als Vertriebsleiter für drahtlose Technik begann er bei der C. Lorenz AG. Nach deren Fusion im Jahr 1958 mit der Standard Elektrik AG zur Standard Elektrik Lorenz AG (SEL) leitete er die Lorenzwerke. Im Jahr 1963 war er Stellvertreter des Generaldirektors und 1967 schließlich Vorstandsvorsitzender des Gesamtunternehmens SEL.  Darüber hinaus war er Vice President von ITT Europe, Inc.
Am 29. Juni 1976 zog sich Möhring aus der aktiven Leitung des Unternehmens zurück und wechselte in den Aufsichtsrat. Eine Position, in der er über die Jahre auch für einige andere Unternehmen tätig war. Am Landgericht Stuttgart war er ehrenamtlicher Richter und außerdem Präsidiumsmitglied des Zentralverbandes der Elektrotechnik- und Elektronikindustrie (ZVEI).

## Leistungen und Auszeichnungen
Der Diplom-Ingenieur wurde 1973 zum Ehrensenator der Universität Stuttgart ernannt. Von der Bundesrepublik Deutschland wurde ihm das Große Verdienstkreuz des Verdienstordens verliehen.